# Dermogenys bruneiensis
Dermogenys bruneiensis är en fiskart som beskrevs av Meisner 2001. Dermogenys bruneiensis ingår i släktet Dermogenys och familjen Hemiramphidae. Inga underarter finns listade i Catalogue of Life.